# Яни Стоянов
Яни Василев Стоянов е български музикант – инструменталист (изпълнител на устна хармоника) и композитор на българска народна музика.
Има записани 2 компактдиска с авторска музика – ”Не мога да повярвам…” и ”Все още не мога да повярвам…”.

## Биография
Яни Стоянов е роден на 27 май 1949 година в Бургас. Свири на устна хармоника от малък. Завършва висшето си образование във Висшия машинно-електротехнически институт във Варна.
През 2005 г. издава първия диск „Не мога да повярвам…“ с авторска народна музика с 12 бьлгарски хора и ръченици.
През 2010 г. издава втория си авторски албум „Все още не мога да повярвам“.

## Дискография
- 2005 – „Не мога да повярвам“
- 2010 – „Все още не мога да повярвам“